# Степнинское
Степнинское — село в Пластовском районе Челябинской области. Входит в состав Степнинского сельского поселения.

## География
Поселок находится в лесостепной части региона. Рядом находится речка Курасан. До близлежащего поселка Степное грунтовая дорога. До города Пласт 32 км.
Улицы
- 1-й микрорайон
- 2-й микрорайон
- Центральная улица

## История
Село основано в 1930 в Верхнеуральском районе, название происходит от  ближайшего села Степное. 

## Население
| 2002 | 2010 |
| ---- | ---- |
| 329  | ↘274 |